# Ň
Cette page contient des caractères spéciaux ou non latins. S’ils s’affichent mal (▯, ?, etc.), consultez la page d’aide Unicode.
Ň (minuscule : ň), appelée N hatchek ou N caron, est une lettre additionnelle latine utilisée dans l’écriture du slovaque, du tchèque et du turkmène comme lettre à part entière. Il s’agit de la lettre N diacritée d'un caron.

## Utilisation
En slovaque et en tchèque, ‹ ň › représente une consonne occlusive nasale alvéolaire voisée palatisée /nʲ/. Dans d’autres langues slaves occidentales, comme le polonais, le bas-sorabe ou le haut-sorabe, ce son est écrit ‹ ń ›.
En turkmène, ‹ ň › représente une consonne occlusive nasale vélaire voisée /ŋ/, écrite avec enne crampon ‹ ң › avec l’alphabet cyrillique turkmène et avec le digramme ‹ نگ › avec l’alphabet arabe turkmène. Enne crampon est aussi translittéré avec N point souscrit ‹ ṇ › (ISO 9), NG avec tirant suscrit ‹ n͡g › (ALA-LC) ou N tilde ‹ ñ › (pour d’autres langues comme le kazakh).

## Représentations informatiques
Le N caron peut être représenté avec les caractères Unicode suivants :
- précomposé (latin étendu A)[1] :

| formes    | représentations | chaînes de caractères | points de code | descriptions                    |
| --------- | --------------- | --------------------- | -------------- | ------------------------------- |
| capitale  | Ň               | Ň                     | U+0147         | lettre majuscule latine n caron |
| minuscule | ň               | ň                     | U+0148         | lettre minuscule latine n caron |

- décomposé (latin de base, diacritiques) :

| formes    | représentations | chaînes de caractères | points de code | descriptions                                |
| --------- | --------------- | --------------------- | -------------- | ------------------------------------------- |
| capitale  | Ň               | N◌̌                    | U+004E U+030C  | lettre majuscule latine n diacritique caron |
| minuscule | ň               | n◌̌                    | U+006E U+030C  | lettre minuscule latine n diacritique caron |